# پرشینسکایا
پرشینسکایا (به لاتین: Pershinskaya) یک منطقهٔ مسکونی در روسیه است که در استان آرخانگلسک واقع شده‌است.